# دانشگاه دولتی اولیانوفسک
دانشگاه دولتی اولیانوفسک (روسی: Ульяновский государственный университет) یک دانشگاه تحقیقاتی دولتی است که در اولیانوفسک روسیه واقع شده‌است. شهر اولیانوفسک (Simbirsk سابق، در سال ۱۶۴۸ تأسیس شد) در شرق مسکو واقع شده و ۷۰۰۰۰۰ نفر جمعیت دارد. این دانشگاه حدود ۱۶۰۰۰ دانشجو را در شش کالج با ۶۸ رشته تحصیلی ثبت نام می‌کند. دانشگاه دولتی اولیانوفسک یکی از اولین دانشگاه‌های روسیه بود که به فرایند بولونیا برای اصلاح مدارک دکترا، کارشناسی ارشد و کارشناسی پیوست.
در ۲۷ فوریه سال ۲۰۱۲، دانشگاه مرکز جدید بین‌المللی سنت اگزوپری خود را به سرپرستی مدیر آن، النا میرونوا، دانشیار زبان فرانسه، افتتاح کرد. این مرکز به عنوان یک موزه دائمی اختصاص داده شده به نویسنده و هوانورد فرانسوی آنتوان دو سنت اگزوپری و همچنین یک مرکز فرهنگی و زبانشناسی برای دانشگاه خواهد بود. این موزه با کمک معلم کالج هوانوردی مدنی، نیکولای یاتسنکو، نویسنده ۱۲ نشریه در مورد سنت اگزوپری که شخصاً حدود ۶۰۰۰ مورد مرتبط را اهدا کرد، تأسیس شد. مرکز جدید این دانشگاه همچنین به حمایت از مطالعه زبان‌های بین‌المللی کمک خواهد کرد. در افتتاحیه، سرگئی موروزوف، فرماندار اولیانوفسک، سرگئی کراسنوف از کالج هوانوردی مدنی اولیانوفسک و دیگر مقامات هوافضا و دانشگاهی، و همچنین ورونیک جوبر، استاد زبان‌های اسلاوی سوربن، حضور داشتند و از طریق لینک ویدیویی از پاریس برای حاضران سخنرانی کردند.  

## دانشکده‌ها و موسسات زیر مجموعه
- مؤسسه اقتصاد و مدیریت بازرگانی، مدرسه برتر بازرگانی روسیه [۳]
- دانشکده روسی-آمریکایی
- دانشکده روسی-آلمانی
- دانشکده فیزیک و مهندسی
- دانشکده ریاضیات و فناوری اطلاعات
- مؤسسه حقوقی و خدمات عمومی
- مؤسسه پزشکی و بوم‌شناسی
- دانشکده علوم انسانی
- دانشکده فرهنگ و هنر